# Warung Menteng
Warung Menteng is een bestuurslaag in het regentschap Bogor van de provincie West-Java, Indonesië. Warung Menteng telt 7150 inwoners (volkstelling 2010).